# Long Bình, Thành phố Hồ Chí Minh
Long Bình là một phường thuộc Thành phố Hồ Chí Minh, Việt Nam.

## Địa lý
Phường Long Bình nằm ở phía đông bắc thành phố Thủ Đức, có vị trí địa lý:
- Phía đông giáp tỉnh Đồng Nai với ranh giới là sông Đồng Nai
- Phía tây giáp các phường Long Thạnh Mỹ, Tân Phú và Linh Trung
- Phía nam giáp phường Long Phước
- Phía bắc giáp tỉnh Bình Dương.

Phường có diện tích 17,61 km², dân số năm 2021 là 25.614 người, mật độ dân số đạt 1.454 người/km².

## Lịch sử
Địa danh Long Bình có từ thời Pháp thuộc, khi đó là tên một làng thuộc tổng Long Vĩnh Hạ, quận Thủ Đức, tỉnh Gia Định. Làng Long Bình được hình thành trên cơ sở sáp nhập 4 làng có từ thời Nguyễn là Long Sơn, Long Tuy, Phước Thiện và Vĩnh Thuận.
Sau năm 1956, các làng được gọi là xã. Trong giai đoạn 1957-1962, chính quyền Việt Nam Cộng hòa đặt tổng Long Vĩnh Hạ thuộc quận Dĩ An, tỉnh Biên Hòa, xã Long Bình thuộc quận Dĩ An. Năm 1962, tổng Long Vĩnh Hạ lại được chuyển về quận Thủ Đức nên xã Long Bình thuộc quận Thủ Đức cho đến năm 1975.
Sau năm 1975, Long Bình là một xã thuộc huyện Thủ Đức, Thành phố Hồ Chí Minh.
Ngày 6 tháng 1 năm 1997, Chính phủ ban hành Nghị định số 03-CP. Theo đó, chuyển xã Long Bình về Quận 9 mới thành lập và thành lập phường Long Bình trên cơ sở toàn bộ 1.677 ha diện tích tự nhiên, 12.068 người của xã Long Bình.
Ngày 9 tháng 12 năm 2020, Ủy ban thường vụ Quốc hội ban hành Nghị quyết 1111/NQ-UBTVQH14 về việc thành lập thành phố Thủ Đức trên cơ sở sáp nhập toàn bộ diện tích và dân số của Quận 2, Quận 9 và quận Thủ Đức, phường Long Bình thuộc thành phố Thủ Đức như hiện nay.

## Hành chính
Phường Long Bình được chia thành 30 khu phố: 29 khu phố được đánh số từ 1 đến 29 và khu phố Phước Thiện.